# Накадзима, Сёя
Сёя Накадзима (яп. 中島 翔哉; род. 23 августа 1994, Хатиодзи) — японский футболист, полузащитник турецкого клуба «Антальяспор», и сборной Японии.

## Клубная карьера
Воспитанник футбольного клуба «Токио Верди». 14 сентября 2012 года дебютировал в Джей-лиге 2, выйдя на замену в конце домашнего поединка против команды «Ависпа Фукуока». Всего через несколько минут после своего появления на поле Накадзима сумел забить свой первый гол, сравняв счёт на 83-й минуте. 21 октября того же года сделал хет-трик в домашней игре с клубом «Тотиги». В начале 2014 года Накадзима стал футболистом команды Джей-лиги 1 «Токио», но сразу же был отдан в аренду клубу Джей-лиги 2 «Каталле Тояма». В конце августа того же года вернулся в «Токио», 30 августа дебютировал в главной японской лиге, выйдя на замену в конце гостевого поединка против «Касимы Антлерс». 20 июня 2015 года Накадзима забил свой первый гол на высшем уровне, сравняв счёт в гостевой игре с командой «Саган Тосу».

## Карьера в сборной
В составе молодёжной сборной Японии Сёя Накадзима выиграл чемпионат Азии среди молодёжных команд 2016 года в Катаре, где отметился дублем в овертайме в четвертьфинале с молодёжной сборной Ирана.
Сёя Накадзима в составе олимпийской сборной Японии играл на футбольном турнире Олимпийских игр 2016 года в Рио-де-Жанейро. Провёл все 3 матча своей сборной на этом соревновании. Накадзима забил гол во втором туре группового этапа против олимпийской сборной Колумбии, сравняв счёт.
Летом 2019 года был приглашён в сборную для участия в Кубке Америки, который состоялся в Бразилии. В третьем матче в группе против Эквадора отличился голом на 15-й минуте, а команды разошлись миром 1:1. Был признан лучшим игроком матча.

### Голы за сборную
| №  | Дата             | Место                             | Соперник   | Счёт | Результат | Турнир                  |
| -- | ---------------- | --------------------------------- | ---------- | ---- | --------- | ----------------------- |
| 1. | 23 марта 2018    | Морис Дюфран, Льеж, Бельгия       | Мали       | 1–1  | 1–1       | Товарищеский матч       |
| 2. | 20 ноября 2018   | Тоёта, Тоёта, Япония              | Кыргызстан | 4–0  | 4–0       | Кубок Кирин 2018        |
| 3. | 26 марта 2019    | Ноевир, Кобе, Япония              | Боливия    | 1–0  | 1–0       | Кубок Кирин 2019        |
| 4. | 24 июня 2019     | Минейран, Белу-Оризонти, Бразилия | Эквадор    | 1–0  | 1–1       | Кубок Америки 2019      |
| 5. | 10 сентября 2019 | Тувунна, Янгон, Мьянма            | Мьянма     | 1–0  | 2–0       | Квалификация на ЧМ 2022 |